# モーニング娘。新春! LOVEストーリーズ
『モーニング娘。新春! LOVEストーリーズ』（モーニングむすめ。しんしゅん! ラブストーリーズ）は、TBS系列にて2002年1月2日21:00〜23:24(JST)に放送されたスペシャルドラマ。視聴率は11.7%（関東地区・ビデオリサーチ調べ）。
モーニング娘。のメンバー3人が主演する3つの物語をテーマにしたオムニバスドラマである。

## 伊豆の踊子

### キャスト
- 薫：後藤真希
- 書生：小橋賢児
- 栄吉：石黒賢
- 片平なぎさ
- 奈津：保田圭
- 百合子：辻希美
- 国分佐智子
- 渡辺いっけい
- 大杉漣
- 銀粉蝶
- 北川智繪
- ト字たかお
- 鈴木修平
- 三木茂
- 西川りな
- 石原有菜
- エキストラ：伊豆のみなさん、劇団東俳、テアトルアカデミー

### スタッフ
- 原作：川端康成『伊豆の踊子』
- 脚本：寺田敏雄
- 演出：星田良子

## はいからさんが通る

### キャスト
- 花村紅緒：石川梨華
- 伊集院忍：沢村一樹
- 北小路環：吉澤ひとみ
- 桂木ルリ子：矢口真里
- あおい：小川麻琴
- さくら：紺野あさ美
- すみれ：新垣里沙
- かすみ：高橋愛
- 如月ふみ：根岸季衣
- 伊集院博文：御木本伸介
- 伊集院蔦子：吉行和子
- 花村正悟：伊武雅刀
- 高橋ひとみ
- 宮崎美子
- 天現寺竜
- 綿引大輔
- 坂口晋作
- 三浦光弘
- 久保田智子
- 小川敏明
- 重見成人
- 高槻祐士
- エキストラ：オフィス・キクチ、古賀プロダクション

### スタッフ
- 原作：大和和紀『はいからさんが通る』
- 脚本：遠藤彩見
- 演出：星田良子

## 時をかける少女

### キャスト
- 安倍なつみ
- 飯田圭織
- 加護亜依
- 余貴美子
- 伊東四朗
- 内田朝陽
- 永山毅
- 萩原聖人
- 戸田麻衣子
- 大和田獏
- 市毛良枝
- 田島令子
- 稲葉一広
- 丸山志乃
- 田中瞳
- サワンルーク

### スタッフ
- 原作：筒井康隆『時をかける少女』
- 脚本：寺田敏雄
- 演出：小野原和宏

## スタッフ
- 企画：貴島誠一郎、橋本孝
- プロデューサー：鈴木伸太郎
- 協力：ベイシス、バスク、アックス、緑山スタジオ・シティ
- 製作：TBS、共同テレビジョン

## ソフト化
VHS・DVDは2002年3月13日リリース、発売元はハチャマと販売元はポニーキャニオン